# お富の方
お富の方（おとみのかた）は、江戸幕府10代将軍・徳川家治時代の大奥女中で、御三卿・一橋徳川家当主・徳川治済の側室。11代将軍・徳川家斉の生母である。「幕府祚胤伝」では、名を於登美としている。

## 生涯
父は岩本正利。母は大奥の御年寄・梅田の養女。岩本家は、元は紀州藩の紀州徳川家に仕え、徳川吉宗の将軍家継承時に随従した紀州系幕臣の家であった。
明和元年（1764年）、本丸の奥勤めとなる。安永元年（1772年）3月、徳川治済の望みにより、一橋邸に移り中﨟となる。
安永2年（1773年）10月5日、豊千代（家斉）を出産した。
豊千代は天明元年（1781年）閏5月18日、10代将軍・家治の養子となる。この養子縁組は、治済が、於富と関係が深い田沼意次や大奥年寄・大崎などに豊千代の将軍家継嗣擁立を頼み込んだ結果、大奥の支持で決定したという。同年10月頃、豊千代とその婚約者・茂姫は江戸城西ノ丸に入った。
天明6年（1786年）に家治が薨去すると、翌年に家斉が11代将軍となり、茂姫は御台所として西の丸から本丸に移り住んだ。於富は将軍生母となったが、主である治済が於富よりも長命であった為、茂姫と共に本丸大奥へ入ることはなく、一橋邸にて治済の側で過ごした。
文化14年（1817年）5月8日、死去した。享年65。東叡山寛永寺・凌雲院に葬られた。法号は慈徳院種善教成大姉（慈徳院殿）。

### 死後
文政11年（1828年）2月1日、従二位を追贈された。

## 子女
（出典：「一橋徳川家記」）
- 長男：徳川家斉
- （異説あり）三男：黒田斉隆 - 『寛政重修諸家譜』では、丸山氏を母としている[9]。
- 四男：徳川雄之助 - 早世
- 六男：徳川斉敦